# Livistona eastonii
Livistona eastonii är en enhjärtbladig växtart som beskrevs av Charles Austin Gardner. Livistona eastonii ingår i släktet Livistona och familjen Arecaceae. Inga underarter finns listade i Catalogue of Life.